# شب و روز (رمان وولف)
شب و روز رمانی است نوشته ویرجینیا وولف که نخستی بار در ۲۰ اکتبر ۱۹۱۹ منتشر شد. این داستان، که در لندن دورهٔ ادواردی می‌گذرد، زندگی روزمره و دلبستگی‌های عاشقانهٔ دو آشنا، کاترین هیلبری و مری دچت را در تضاد با یکدیگر به نمایش می‌گذارد. رابطهٔ بین عشق، ازدواج، شادی و موفقیت از مسائل اساسی‌ای است که وولف در این اثر به آن‌ها می‌پردازد.
شب و روز چهار شخصیت اصلی دارد: کاترین هیلبری، مری دچت، رالف دنهام و ویلیام رادنی. در این رمان برخی مسائل مربوط به حق رای زنان مطرح شده‌است و اینکه آیا عشق و ازدواج می‌توانند در کنار هم وجود داشته باشند و آیا ازدواج برای خوشبختی ضروری است یا خیر از درون‌مایه‌های آن است. از بن‌مایه‌های کتاب می‌توان به ستارگان و آسمان، رودخانه تیمز و پیاده‌روی اشاره کرد. وولف در این اثر ارجاعات بسیاری به آثار ویلیام شکسپیر به‌ویژه آنطور که دوست داری دارد.